# Neolophonotus labeonis
Neolophonotus labeonis là một loài ruồi trong họ Asilidae. Neolophonotus labeonis được Londt miêu tả năm 1988. Loài này phân bố ở vùng nhiệt đới châu Phi.